# Mathilde van den Brink
Mathilde Maria van den Brink (4 de Fevereiro de 1941 – 22 de Agosto de 2023) foi uma professora e política holandesa. Membro do Partido Trabalhista, serviu no Parlamento Europeu de 1989 a 1994.
Van den Brink faleceu em Utrecht, no dia 22 de Agosto de 2023, aos 82 anos.